# 田辺友太郎
田辺 友太郎（たなべ ともたろう、1905年（明治40年）2月17日 - 1970年（昭和45年）3月3日）は、日本の経営者、銀行家。北陸銀行頭取を務めた。

## 経歴・人物
富山県出身。1929年（昭和4年）東京帝国大学法学部政治学科を卒業。1935年7月に十二銀行取締役に就任し、1957年3月には北陸銀行頭取に就任。1946年5月から1957年3月までに東洋精機社長を務めた。

1970年3月3日、尿毒症のために死去。65歳没。